# Gant-Wevelgem 1995
La Gant-Wevelgem 1995 fou la 57a edició de la cursa ciclista Gant-Wevelgem i es va disputar el 5 d'abril de 1995 sobre un recorregut de 207 km. El vencedor fou el danès Lars Michaelsen (Festina-Lotus), que s'imposà a l'esprint al seus dos companys d'escapada, l'italià Maurizio Fondriest (Lampre-Panaria) i el belga Luc Roosen (Vlaanderen 2002), segon i tercer respectivament.

## Classificació final
|    | Cilista                  | Equip                         | Temps      |
| -- | ------------------------ | ----------------------------- | ---------- |
| 1  | Lars Michaelsen (DEN)    | Festina-Lotus                 | 4h 56' 00" |
| 2  | Maurizio Fondriest (ITA) | Lampre-Panaria                | m. t.      |
| 3  | Luc Roosen (BEL)         | Vlaanderen 2002               | + 9"       |
| 4  | Mario Cipollini (ITA)    | Mercatone Uno-Saeco-Magniflex | + 17"      |
| 5  | Giovanni Lombardi (ITA)  | Polti-Granarolo-Santini       | + 17"      |
| 6  | Zbigniew Spruch (POL)    | Lampre-Panaria                | + 17"      |
| 7  | Wilfried Nelissen (BEL)  | Lotto-Isoglass                | + 17"      |
| 8  | Erik Zabel (DEU)         | Team Deutsche Telekom         | + 17"      |
| 9  | Stefano Zanatta (ITA)    | Aki-Gipiemme                  | + 17"      |
| 10 | Marco Serpellini (ITA)   | Lampre-Panaria                | + 17"      |